# Ferradura cósmica

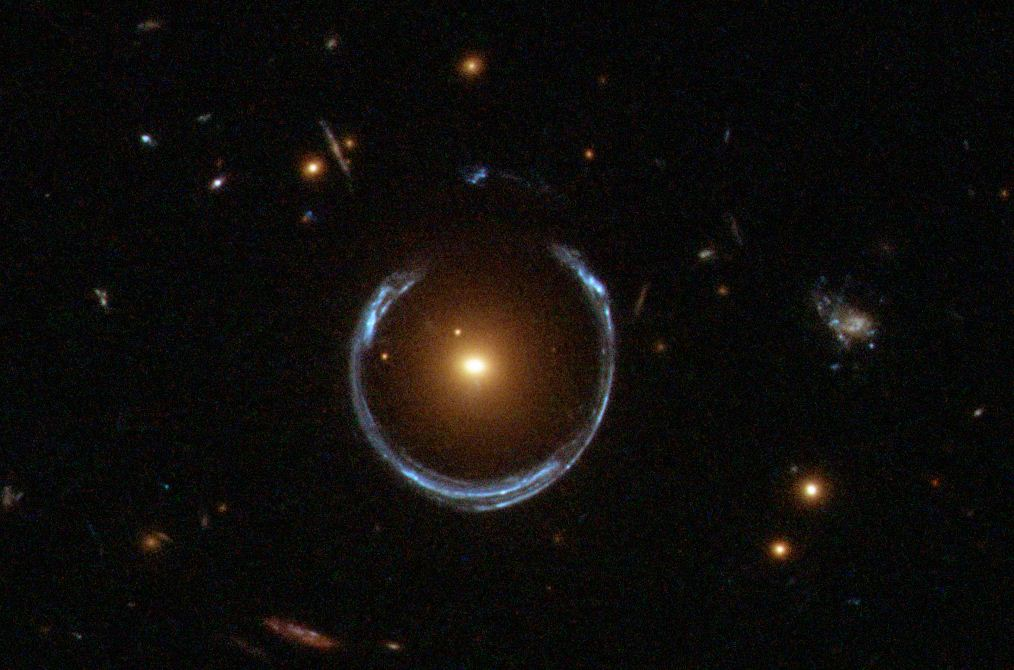
A Ferradura Cósmica tirada pela Câmera de Campo Amplo 3 do Telescópio Espacial Hubble.

A Ferradura Cósmica é o apelido dado a um sistema gravitacionalmente lenteado de duas galáxias na constelação de Leão.
A galáxia em primeiro plano está posicionada diretamente à frente na linha de visão de uma galáxia mais distante. Devido à passagem da luz da galáxia de fundo pelo campo gravitacional da galáxia em primeiro plano, a luz da galáxia de fundo é desviada pelo ambiente de espaço-tempo distorcido da galáxia em primeiro plano, resultando em uma aparência distorcida da galáxia de fundo. Diferente da maioria das galáxias lenteadas, a forma da luz desviada desta galáxia de fundo se assemelha a uma ferradura.
A galáxia em primeiro plano, LRG 3-757, é extremamente massiva, possuindo uma massa cem vezes maior do que a desta galáxia[quem?]. Ela se destaca por pertencer a uma rara classe de galáxias chamadas galáxias vermelhas luminosas, caracterizadas por uma emissão infravermelha extremamente intensa.
O sistema foi descoberto em 2007 por uma equipe internacional de cientistas usando o extenso Sloan Digital Sky Survey e tem sido amplamente estudado pelo Telescópio Espacial Hubble.